# Эдкинс, Чарльз
Чарльз Э́дкинс (англ. Charles Adkins; 27 апреля 1932, Гэри — 8 июля 1993, там же) — американский боксёр полусредней весовой категории. В начале 1950-х годов выступал за сборную США: чемпион летних Олимпийских игр в Хельсинки, участник многих международных турниров и национальных первенств. В период 1953—1958 боксировал на профессиональном уровне, но без особых достижений.

## Биография
Чарльз Эдкинс родился 27 апреля 1932 года в городе Гэри, штат Индиана. Активно заниматься боксом начал в раннем детстве, затем продолжил подготовку в боксёрском зале Государственного университета в Сан-Хосе. Первого серьёзного успеха на ринге добился в 1949 году, когда в полусреднем весе стал чемпионом США среди любителей. Благодаря череде удачных выступлений удостоился права защищать честь страны на летних Олимпийских играх 1952 года в Хельсинки — одолел здесь всех своих соперников в полусредней весовой категории, в том числе итальянца Бруно Визинтина и советского боксёра Виктора Меднова в полуфинале и финале соответственно (это была первая в истории полноценная встреча боксёрских школ США и СССР).
Получив золотую олимпийскую медаль, Эдкинс решил попробовать себя среди профессионалов и покинул сборную. Его профессиональный дебют состоялся в августе 1953 года, своего первого соперника он победил нокаутом в первом же раунде. В течение последующих месяцев провёл несколько удачных поединков, однако в марте 1954 года неожиданно потерпел поражение техническим нокаутом от малоизвестного боксёра Эрни Грира. С этого момента его карьера резко пошла на спад, победы стали чередоваться с поражениями, не было сильных противников и не было титульных матчей. В январе 1958 года Чарльз Эдкинс в первом же раунде потерпел поражение от Эдди Перкинса, будущего чемпиона мира, после чего принял решение завершить спортивную карьеру. Всего в профессиональном боксе он провёл 22 боя, из них 17 окончил победой (в том числе 8 досрочно), 5 раз проиграл. В поздние годы работал тренером по боксу.
Умер 8 июля 1993 года в своём родном городе Гэри.